# Pierre-Jean-François de Lisle-Grandville
Le Conseiller Pierre-Jean-François de Lisle-Grandville (alias Lisle de Grandville) est né le 19 janvier 1752 à Marseille, paroisse Saint-Martin. Il est le fils de Jean-Claude et de Marie-Anne-Thérèse Isnard.

## Biographie
Pierre Lisle de Grandville fut reçu Conseiller au Parlement de Provence le 3 février 1776 en la charge de Louis-Joseph-Laurens d’Estienne.
Il meurt dans sa ville natale le 20 septembre 1814.